# 班闰鱼属
班閏魚屬是屬於盔甲魚綱的原始魚類，頭甲長約 15 公分，寬約 14 公分，是越南已知最大型的盔甲魚類。班閏魚生存於泥盆紀早期的埃姆斯期，化石係在1991年發現於越南北部北太省（Tỉnh Bắc Thái）富良縣（今太原省富良縣）的杜城（Đu）附近；屬名中的「班閏」（Ban Nhuan）是指發現地，位於杜城的東北方。

## 物種描述
本屬的模式種為武曲班閏魚（B. vukhuci），由法國古生物學家 Philippe Janvier 等人於1993年發表，種名來自越南河內地質博物館（Geology Museum, Hanoi）的古生物學家鄧武曲（Đặng Vũ Khúc）。正模標本是一具不完整的頭甲，大致呈盾牌狀，兩側胸角相較於多數盔甲魚明顯較短也較鈍，在靠近最後面處最寬約 14.5 公分，屬於大型的盔甲魚。
最初 Janvier 等人在描述班閏魚時，提及在另一具班閏魚頭甲化石上的側線感覺管（lateral line canals）並未完全封閉，而是出現有間隔的短裂隙，從而推測這是為了能溝通外界水體，以往從未有盔甲魚被發現具有這個特徵。同樣的特徵在後來一具出土於越南河江省的廖角山多鰓魚（Polybranchiaspis liaojiaoshanensis）化石上也被發現，而多鰓魚在 Janvier 等人的論文中正是整體上最接近班閏魚的盔甲魚。但在2014年，來自中國古脊椎動物與古人類研究所的古生物學家劉玉海等人的一份研究針對數個多鰓魚化石進行審視，認為多鰓魚的感覺管裂隙很可能只是保存條件和外模製作過程不當所導致的假象。若上述反證成立，那麼班閏魚的感覺管也可能並非如 Janvier 等人所描述的具有裂隙。